# Statut civil coutumier de Nouvelle-Calédonie
Le statut coutumier est, en Nouvelle-Calédonie, un régime de droit civil dérogeant au code civil français en permettant l'application du droit kanak par des juges de la république. Il est reconnu aux Kanaks en vertu de l'article 75 de la Constitution et de la loi organique.

## Histoire

### Statut civil
Une loi de 1999 prévoit que le statut coutumier bénéficie aux Kanak dans tous les domaines du droit civil. En 2003, la Cour de cassation oblige les tribunaux calédoniens à accepter cette loi, car les juges locaux avaient décidé de ne l'appliquer que dans les affaires de droit de la famille. Cette cassation a été décrite en Nouvelle-Calédonie comme une manière de « remettre le droit à l'endroit ».

## Base juridique
La reconnaissance du statut coutumier est rendu possible par l'article 75 de la Constitution qui indique :

« Les citoyens de la République qui n'ont pas le statut civil de droit commun, seul visé à l'article 34, conservent leur statut personnel tant qu'ils n'y ont pas renoncé. »

## Portée
Les personnes de statut civil coutumier sont enregistrées sur un registre d'état civil distinct, appelé « registre coutumier », tenu par les officiers d'état civil de chaque commune (art. 8 de la loi organique). Créé en 1934, son établissement et son organisation sont actuellement définis par la délibération de l'Assemblée territoriale du 3 avril 1967, complétée par l'article 8 de la loi organique de 1999.
Les personnes de statut civil coutumier sont régies par « leurs coutumes » en matière de droit civil (art. 7), donc surtout en ce qui concerne les affaires familiales, de successions ou de gestion des biens coutumiers. Sont ainsi « régis par la coutume les terres coutumières et les biens qui y sont situés appartenant aux personnes ayant le statut civil coutumier » (art. 18). En revanche, dans le cadre des rapports juridiques (signature de contrat, de bail, recours en justice) entre des personnes de statut personnel différent, le droit commun s'applique, sauf si aucune des deux parties n'est de statut civil de droit commun et que ces parties décident que le rapport ne relève pas du droit commun « par une clause expresse contraire » (art. 9). Enfin, la juridiction civile de droit commun est compétente « pour connaître des litiges et requêtes relatifs au statut civil coutumier ou aux terres coutumières » et elle est alors « complétée par des assesseurs coutumiers » (art. 19).
Les enfants dont les deux parents avaient le statut civil coutumier l'acquièrent dès la naissance (art. 10). Peuvent l'acquérir (après audition devant un juge pour les majeurs et mineurs ayant atteint l'âge où ils sont jugés « capables de discernement », la cour pouvant rejeter la requête si les intérêts particuliers de la personne sont en jeu) les mineurs si une personne de statut civil coutumier exerçant l'autorité parentale en fait la demande (art. 11), « toute personne majeure capable âgée de 21 ans au plus dont le père ou la mère a le statut civil coutumier, et qui a joui pendant au moins cinq ans de la possession d'état de personne de statut civil coutumier » (art. 12), « toute personne ayant eu le statut civil coutumier et qui, pour quelque cause que ce soit, a le statut civil de droit commun » et les personnes qui ont toujours eu le statut civil de droit qui, dans un délai de cinq ans à partir de la promulgation de la loi organique (c'est-à-dire jusqu'en 2004), ont pu justifier « que l'un de ses ascendants a eu le statut civil coutumier » et qui ont décidé de renoncer à leur statut de droit commun (art. 13). De même, toute personne de statut civil coutumier peut demander à renoncer à ce statut et obtenir celui de droit commun (art. 13), c'est d'ailleurs le seul moyen pour un individu de perdre ce statut (art. 75 de la Constitution).
Selon Caroline Bouix, cet ensemble de dispositions assigne au droit kanak une place spéciale et au droit civil français une place générale. C'est-à-dire que les deux régimes ne sont pas mis à égalité.
La Constitution garantit le bénéfice du statut civil coutumier sur tous les territoires français, mais en pratique, l'administration française dans l'hexagone n'a pas les adaptations nécessaires pour permettre l'exercice de ce droit.

## Procédures

### Acte et officiers civils coutumiers
Un « acte coutumier » est une décision coutumière adoptée à la suite d'un « palabre », à savoir une « discussion organisée selon les usages de la coutume kanake » et tenue « sous l'autorité du chef de clan, du chef de la tribu ou du grand chef ou, à défaut, du président du conseil des chefs de clans » à la demande d'individus de statut civil coutumier afin de statuer sur un litige, une demande de précision ou une requête concernant ce statut ou la propriété coutumière, et que les autorités ont décidé de transcrire. Il s'agit d'un acte juridique qui a vertu d'« acte authentique » en matière de statut civil coutumier ou de propriété coutumière. Rédigé en français à partir des décisions du palabre qui ont généralement lieu en langue vernaculaire, la transcription doit être lue, comprise, approuvée et signée par toutes les parties. Il crée en vérité une véritable juridiction compétente en matière de droit civil coutumier, et dont une interprétation contestée par l'une des parties peut faire l'objet d'un recours auprès du conseil coutumier de l'aire concernée qui devient, en quelque sorte, une juridiction d'appel. En dernier recours, les parties qui s'estiment lésés peuvent mener une action en accusation de faux auprès de la juridiction de droit commun.
Il est défini par la loi du pays du 15 janvier 2007, qui crée également la fonction d'officier public coutumier : il s'agit d'agents de la Nouvelle-Calédonie, recrutés sur concours de la fonction publique pour leur connaissance du droit coutumier et des langues vernaculaires, assermentés auprès du tribunal de première instance de Nouméa et nommés dans les huit aires coutumières. Ils sont chargés de transcrire la décision coutumière en acte, de recevoir et conserver dans un registre les actes coutumiers, et d'en délivrer des copies ou des extraits si le détenteur de l'original a donné son accord.
Le corps des officiers civils coutumiers est officiellement créé par une délibération du Congrès du 13 décembre 2007, qui en fait des fonctionnaires de catégorie B de la Nouvelle-Calédonie, pouvant exercer les fonctions d'huissier de justice dans les communes où aucun huissier n'a été institué. Ils sont recrutés par concours externe à 70 % (ouvert aux diplômés de niveau Bac +2) ou interne à 30 % (ouvert aux Fonctionnaires de Nouvelle-Calédonie de la catégorie B justifiant de 3 ans d'ancienneté, de catégorie C justifiant de 6 ans d'ancienneté ou de catégorie D justifiant de 10 ans d'ancienneté). Une fois admis au concours, ils doivent, pour être titularisés, effectuer un stage probatoire d'une année, durant lequel ils doivent obtenir la validation d’une formation professionnelle obligatoire d'une durée maximum de 6 mois dans les domaines d'attribution de leurs futures fonctions.
Les programmes et la nature des épreuves aux concours externes et internes sont fixés par un arrêté du 28 décembre 2007. Les épreuves comprennent :
- trois épreuves écrites d'admissibilité : 
  - une dissertation de quatre heures et de coefficient 3 sur un sujet portant sur le droit civil, le statut civil coutumier et/ou la procédure civile et voies d’exécution,
  - une épreuve de deux heures et de coefficient 2 au choix, formulé au moment de l'inscription, entre une composition sur l’organisation de la société et des institutions kanakes, et une épreuve en langue kanake ajië, paîci, drehu, nengone, xârâcùù ou iaai,
  - un QCM de deux heures et de coefficient 2 sur l’organisation administrative et politique, l'environnement géographique, politique et social dans le Pacifique Sud de la Nouvelle-Calédonie,
- deux épreuves orales d'admission :
  - un exposé de 20 minutes pour 20 minutes de préparation et de coefficient 3, portant sur le droit civil, le statut civil coutumier et/ou la procédure civile et voies d’exécution,
  - un entretien de 20 minutes, et de coefficient 2, avec le jury, afin de vérifier les aptitudes du candidat à la fonction de syndic des affaires coutumières ainsi que sur le statut des officiers publics de Nouvelle-Calédonie.